# 尤里·伊利延科
尤里·格拉西莫维奇·伊利延科（烏克蘭語：Юрій Герасимович Іллєнко，1936年7月18日—2010年6月15日），乌克兰电影导演和编剧。1965至2002年间，他执导了12部电影。他1970年的电影《带黑色标记的白鸟》参加了第七届莫斯科国际电影节并获得了金奖。 
伊利延科是乌克兰最有影响力的电影人之一。他的电影反映了乌克兰以及这个国家当时正在发生的历史。他的电影因涉嫌反苏象征主义而在苏联被禁。直到最近几年，他的电影才重新发行并公开。 

## 生平
伊利延科1936年出生于切尔卡瑟，二战期间，他和家人随参加红军的父亲撤离到西伯利亚 。他曾就读于于莫斯科高中，1960年毕业于格拉西莫夫电影学院。 1960到1963年，他在雅尔塔电影制片厂担任摄影指导。 1963年，伊利延科成为杜甫仁科电影制片厂的运营商和导演。
他最早的电影《干渴之泉》（伊凡·德拉赫编剧，1965年）和《伊万库帕拉节前夜》（1968年）都被苏联当局禁映，到1988年方才解禁。他 1971 年的电影《带黑色标记的白鸟》获得了莫斯科电影节金奖，但在乌克兰共产党第24次代表大会上，这部电影再度遭禁，且被称为“乌克兰有史以来最有害的电影，对年轻人的腐蚀作用尤其严重”。他的下一部电影《梦想与生活》（与伊凡·米科莱丘克共同编剧）在制片的不同阶段被迫暂停了42次。伊利延科随后移居南斯拉夫，在那里他拍摄了电影《不顾一切》'。 该片获得普拉电影节银奖和最佳男主角奖。 在乌克兰苏维埃社会主义共和国，该片遭禁。 他1983年的电影《米尔哥罗德及其居民》获得了费比西奖奖。 1987年伊利延科获得乌克兰人民艺术家称号。之后伊利延科创建了独立电影制片厂Fest-Zemlya，在那里他制作了乌克兰第一部独立电影。他1990年的电影《天鹅湖禁区》再次获得费比西奖。1991至1992年，任乌克兰电影基金会主席。1991年被授予舍甫琴科国家奖。他1994年关于谢尔盖·帕拉杰诺夫的纪录片在电影城电影节获得了“金骑士”奖。  1996年，他成为乌克兰艺术学院的成员。他2002年的电影《为希特曼马泽帕祈祷》在俄罗斯被禁止出租。

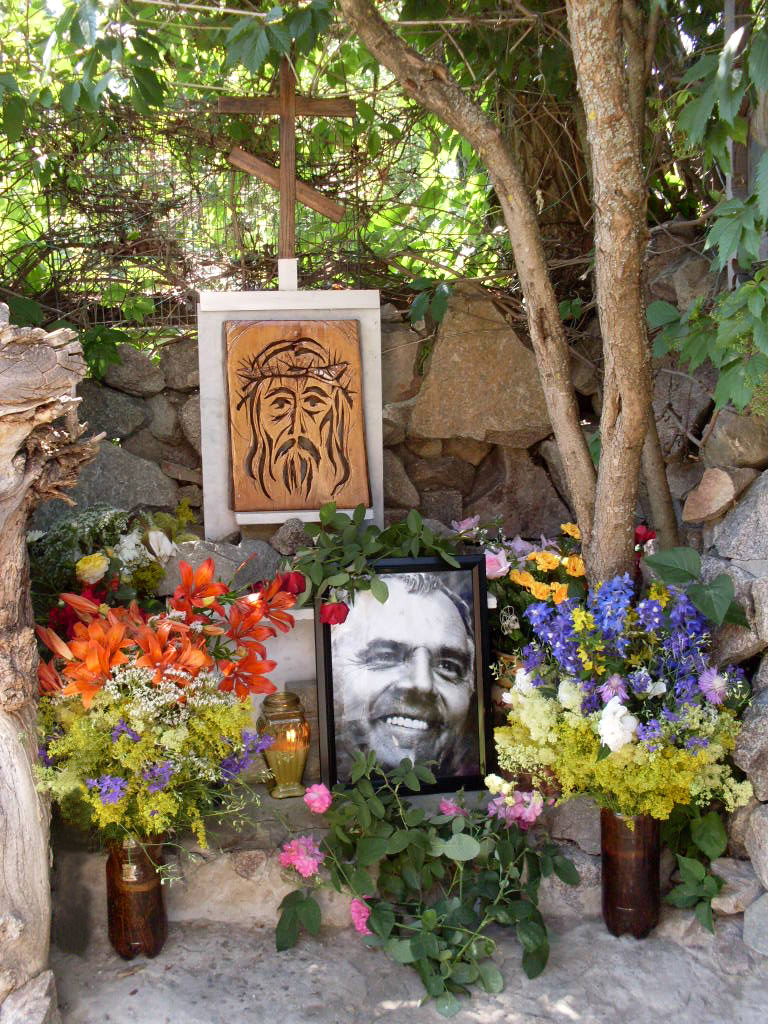
切尔卡瑟的尤里·伊利延科纪念碑

在2007年的议会选举中，伊利延科在全烏克蘭聯盟「自由」的选举名单中排名第二，但在那次选举中，该党仅获得0.76%的选票，未能进入最高拉达。 
2010年6月15日，伊利安科因癌症去世，享年74岁。

## 家庭
他自1973年起成为共产党员，但在苏联解体后改变了政治立场。尤里·伊利延科与导演柳德米拉·叶菲门科结婚并育有两个儿子，安德烈（生于1987年，也是电影演员和制片人）和菲利普（生于1977年）。 